# Waterloo (Oregon)
Waterloo – miasto w Stanach Zjednoczonych, w stanie Oregon, w hrabstwie Linn.